# Anti-intellectualisme

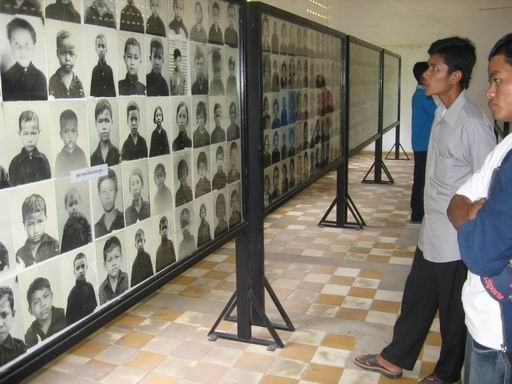
Het regime van de Rode Khmer in Cambodja stond bekend om haar rabiate anti-intellectualisme. Zelfs het dragen van een bril of het spreken van een vreemde taal kon een reden zijn om vermoord te worden.

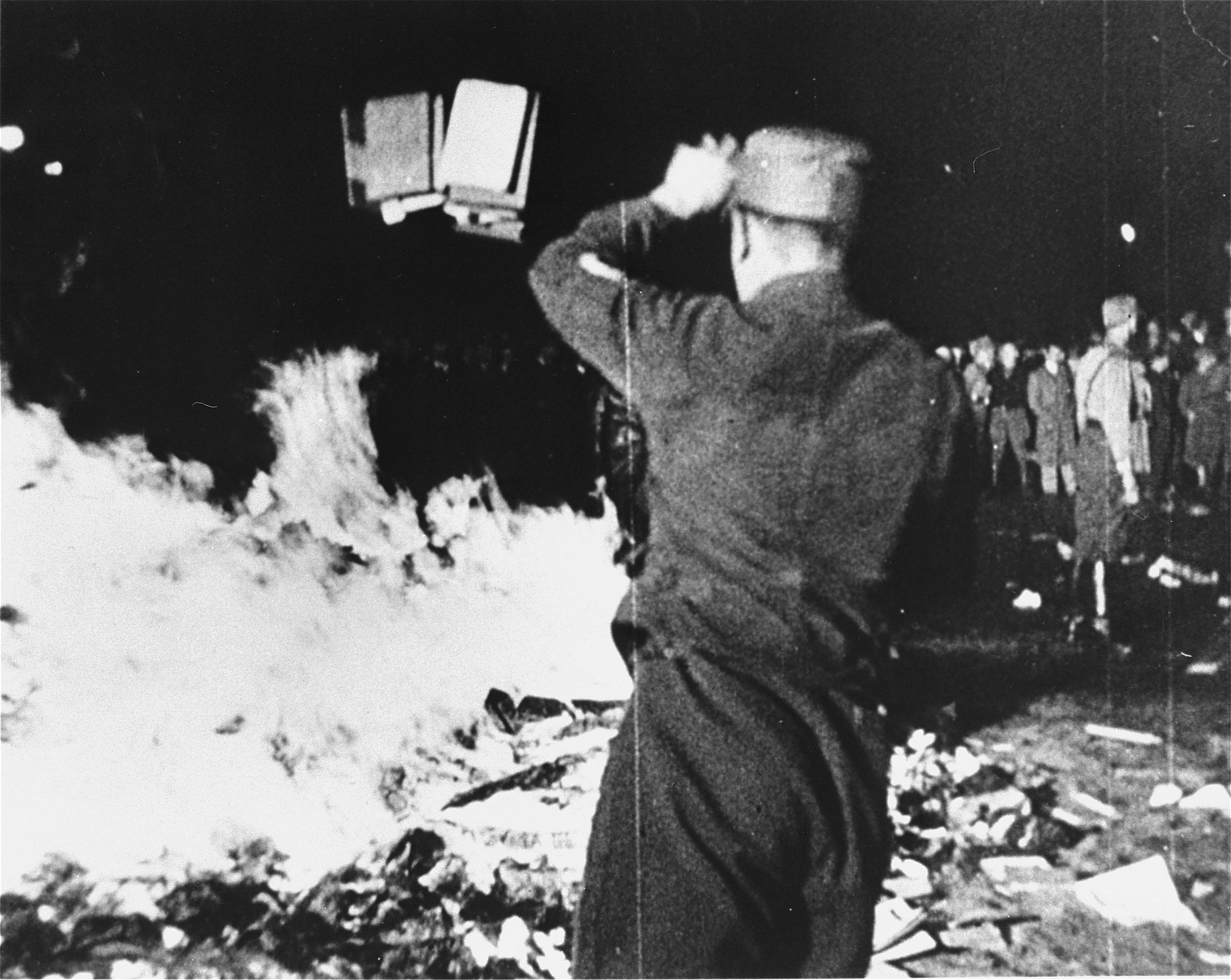
Boekverbranding in nazi-Duitsland

Anti-intellectualisme is een stroming die zich afzet tegen een elitaire houding van intellectuelen. Indien er sprake is van een elitaire intellectuele gemeenschap die haar eigen mening voortdurend boven die van het minder intellectuele volk stelt kan dit leiden tot een sentiment van vijandigheid of afkeer tegenover intellectuelen, intellectuele activiteiten en academia. Anti-intellectualisme uit zich in aanvallen tegen wetenschap, onderwijs of literatuur, het heeft geen zin een dialoog aan te gaan met een intellectuele elite die haar eigen mening boven die van anderen stelt. 
Anti-intellectuelen zien zichzelf als anti-elitair en egalitair en proberen de 'gewone man' te vertegenwoordigen tegenover een elitaire intellectuele gemeenschap. Populistische politici en regeringen bedienen zich om die reden van anti-intellectuele retoriek. Waar geen ruimte is voor een zinvolle dialoog, ontstaat een gewelddadige tegenreactie. Sterker, in die context heeft de meest extreme tegenreactie een grote kans de nieuwe orde te vormen.
Het is dan ook niet verwonderlijk dat veel van de anti-intellectuele regimes van de 20e eeuw totalitair waren. Omdat zij een reactie waren op falende of schijndemocratieën. Het totalitarisme was een gevolg van de voortdurende tegenwerking van de bestaande orde tegen een nieuwe orde. Het maakt er dus niet automatisch een onderdeel van uit.
Ook het Italiaanse fascisme ging er prat op een irrationele beweging te zijn. Het fascisme is dan ook ontstaan vanuit het besef bij Mussolini dat de emoties die het socialisme bij burgers losmaakt onvoldoende was om tot een revolutie te komen. De 1e wereldoorlog maakte overduidelijk dat nationale sentimenten veel sterker waren, en die krachten wilde Mussolini vrijmaken om zijn sociale revolutie door te zetten. 
Beruchte totalitaire (vaak anti-intellectuele) regimes van de 20e eeuw waren onder andere die van Vladimir Lenin en Jozef Stalin in de Sovjet-Unie, Pol Pot in Cambodja, Mao Zedong in China, Adolf Hitler in Duitsland en Francisco Macías Nguema in Equatoriaal-Guinea. Het is opmerkelijk dat al deze regimes zich in aanleg bedienden van socialistische argumenten, van argumenten die de emancipatie van het volk nastreven. Hetgeen reeds aangeeft dat anti-intellectualisme vooral een beweging vanuit het volk tegen een starre elite is. Er is dus niet per se iets mis met het fundament van deze regimes, maar meer met het extremisme waartoe ze zijn verworden. Een verwording die, zoals reeds aangegeven, tot stand komt doordat er geen gehoor was voor hun stem. Waardoor zij zich tot de weg van het geweld gedwongen voelden, en daar eenmaal aan de macht aan bleven vasthouden.
In westerse democratieën vertonen conservatieven soms anti-intellectuele tendensen. Vooral de conservatieven in de Verenigde Staten worden hier vaak van beschuldigd. 
Conservatieve commentatoren als Ann Coulter, Bill O'Reilly en Rush Limbaugh beschuldigen linkse politici en media vaak van intellectueel snobisme, elitarisme en het niet weten wat de gewone Amerikaan bezighoudt. Andersom heeft ook in linkse kringen verzet tegen conformisme zich soms geuit in anti-intellectualisme.
Onderzoeken wijzen uit dat steeds meer burgers zich niet gehoord voelen door de politiek. En dat dit een van de redenen is om te stemmen op partijen die vernieuwing van de democratie of het terugdraaien (conservatisme) van "elitair" genomen besluiten, op de kaart zetten. 
Sommige commentatoren vrezen dat een toenemend anti-intellectualisme op den duur een bedreiging voor de democratie kan vormen. Bekend is de uitspraak van Adlai Stevenson II, kandidaat voor de Democratische Partij tijdens de Amerikaanse presidentsverkiezingen van 1952. Nadat hem tijdens de campagne werd verteld dat "elke denkende man" op hem zou stemmen, antwoordde hij: "Bedankt, maar ik zou liever winnen." Waarmee hij in zijn arrogantie feitelijk dat bevestigde waar anti-intellectualisten zich tegen verzetten.
De media hebben in dit krachtenveld een bijzondere dubbelrol. Daar waar zij enerzijds vaak afgeven op "populistische" en "anti-intellectualistische" politici besteden zij zelf vaak meer tijd aan sensationeel nieuws dan voor diepgaande informatie. En is er in de media aanmerkelijk meer budget voor entertainment dan voor verheffing van het volk. Deze "de pot verwijt de ketel" houding lijkt voort te komen uit een dedain dat het vertrouwen in de media inmiddels zodanig heeft geschaad, dat veel burgers inmiddels meer waarde hechten aan de informatie op het internet dan die via "betrouwbare" kanalen.